# Herrarnas sabel vid olympiska sommarspelen 1980
Herrarnas sabel-tävling i de olympiska fäktningstävlingarna 1980 i Moskva avgjordes den 24-25 juli 1980.

## Medaljörer
| Event         | Guld                     | Silver                | Brons               |
| Sabel, herrar | Viktor Krovopuskov (URS) | Michail Burtsev (URS) | Imre Gedővári (HUN) |

## Resultat
| Placering | Fäktare               | Land           |
| --------- | --------------------- | -------------- |
| 1         | Viktor Krovopuskov    | Sovjetunionen  |
| 2         | Mikhail Burtsev       | Sovjetunionen  |
| 3         | Imre Gedővári         | Ungern         |
| 4         | Vasil Etropolski      | Bulgarien      |
| 5         | Khristo Etropolski    | Bulgarien      |
| 6         | Michele Maffei        | Italien        |
| 7         | Ferdinando Meglio     | Italien        |
| 8         | Vladimir Nazlymov     | Sovjetunionen  |
| 9T        | Cornel Marin          | Rumänien       |
| 9T        | Pál Gerevich          | Ungern         |
| 9T        | Andrzej Kostrzewa     | Polen          |
| 9T        | José Laverdecia       | Kuba           |
| 13T       | Jacek Bierkowski      | Polen          |
| 13T       | Ioan Pop              | Rumänien       |
| 13T       | György Nébald         | Ungern         |
| 13T       | Georgi Chomakov       | Bulgarien      |
| 17        | Leszek Jabłonowski    | Polen          |
| 18        | Frank-Eberhard Höltje | Östtyskland    |
| 19        | Mario Aldo Montano    | Italien        |
| 20        | Jesús Ortíz           | Kuba           |
| 21        | Jean-François Lamour  | Frankrike      |
| 22        | Marin Mustață         | Rumänien       |
| 23        | Peter Ulbrich         | Östtyskland    |
| 24        | Mark Slade            | Storbritannien |
| 25        | Manuel Ortíz          | Kuba           |
| 26        | Valentín Paraíso      | Spanien        |
| 27        | Rüdiger Müller        | Östtyskland    |
| 28        | Ahmed Al-Ahmed        | Kuwait         |
| 29        | Ali Al-Khawajah       | Kuwait         |
| 30        | Mohamed Eyiad         | Kuwait         |